# Sơn Tây (thị xã)
Sơn Tây là một thị xã thuộc thành phố Hà Nội, Việt Nam. Thị xã nguyên là thành phố Sơn Tây trực thuộc tỉnh Hà Tây. Đây là thị xã trực thuộc thành phố đầu tiên của Việt Nam và cũng là thị xã đầu tiên được hạ cấp từ thành phố.

## Địa lý

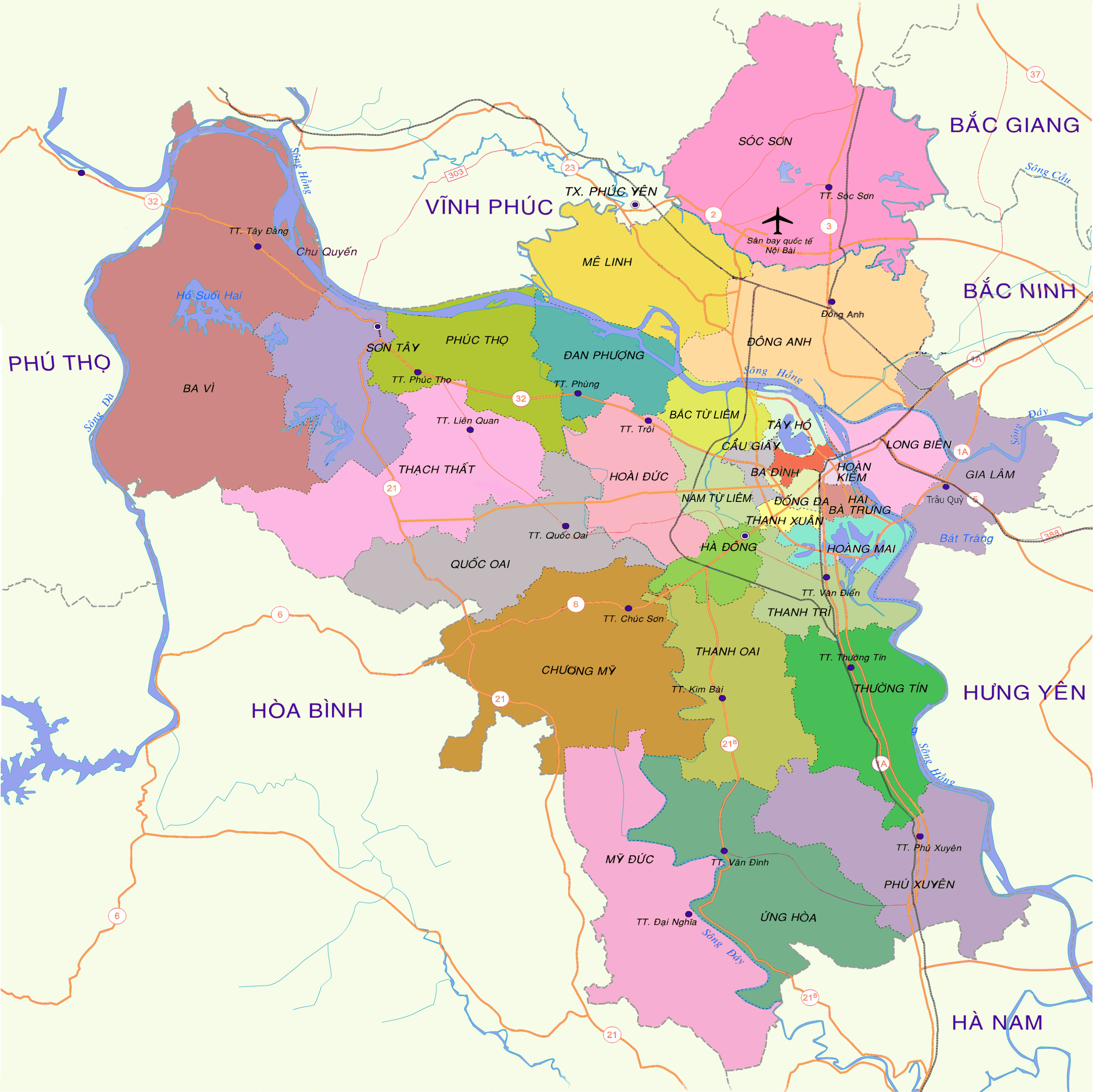
Vị trí thị xã Sơn Tây (màu tím xám) trên bản đồ hành chính Hà Nội

Thị xã Sơn Tây nằm ở phía tây bắc thành phố Hà Nội, là cửa ngõ phía tây của thủ đô, cách trung tâm thành phố Hà Nội 45 km về phía tây theo quốc lộ 32, có vị trí địa lý:
- Phía đông giáp huyện Phúc Thọ
- Phía tây giáp huyện Ba Vì
- Phía nam giáp huyện Thạch Thất
- Phía bắc giáp huyện Vĩnh Tường, tỉnh Vĩnh Phúc với sông Hồng là ranh giới tự nhiên.

Sơn Tây là trung tâm kinh tế, văn hoá, xã hội của cả vùng; có nhiều đường giao thông thủy, bộ nối với trung tâm Thủ đô Hà Nội; các vùng Đồng bằng sông Hồng với Tây Bắc Bộ như: Sông Hồng, sông Tích, Quốc lộ 32, Quốc lộ 21A, Tỉnh lộ 414, 413. Tính đến năm 2018, thị xã Sơn Tây có tổng diện tích tự nhiên là 113,5 km², dân số khoảng 230.577 người, được chia làm 15 đơn vị hành chính gồm 9 phường và 6 xã có 53 cơ quan, doanh nghiệp, bệnh viện, trường học và 30 đơn vị quân đội trên địa bàn.

## Lịch sử

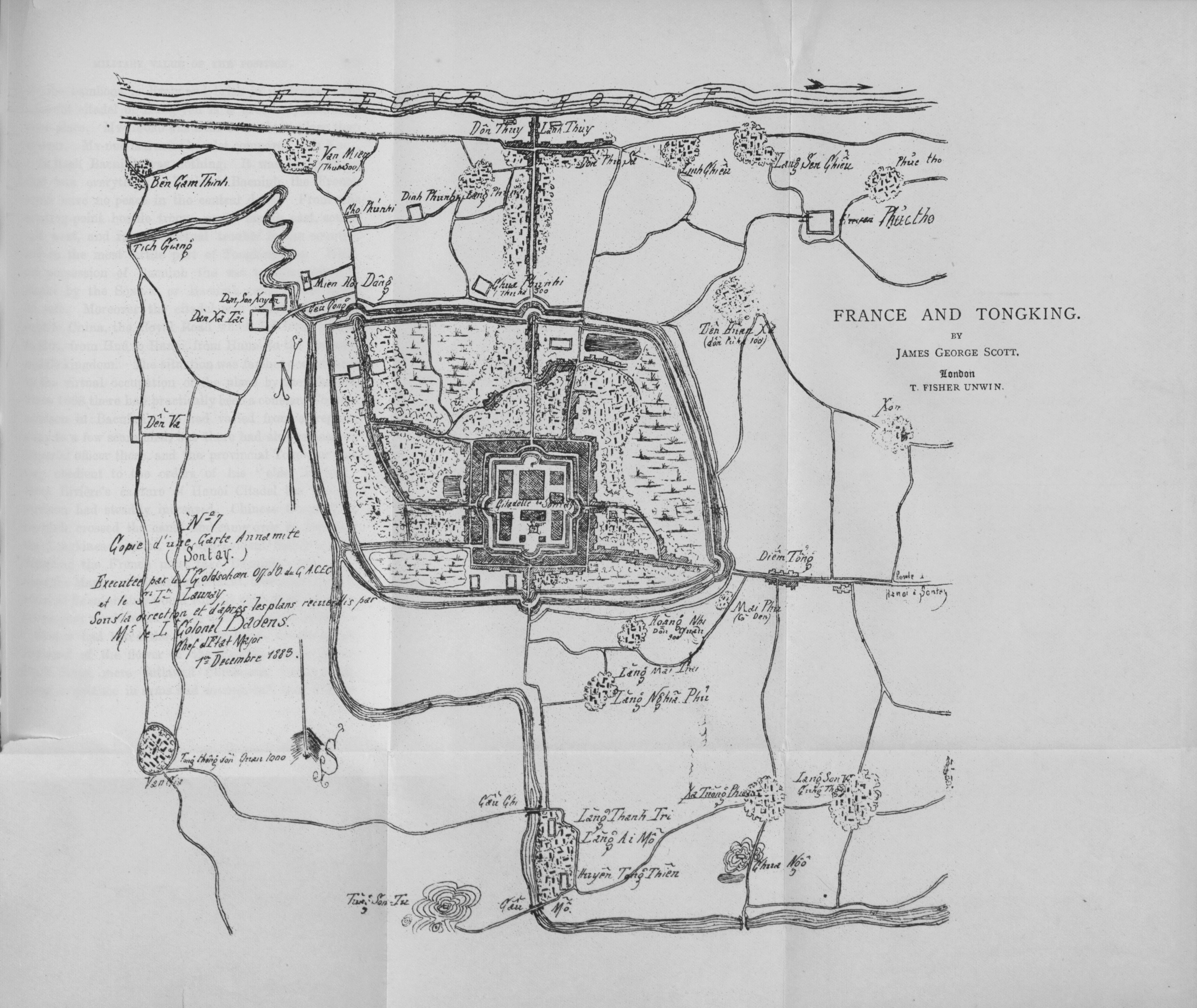
Bản đồ thành Sơn Tây năm 1883
Bản đồ thành cổ Sơn Tây và các làng cổ quanh thành
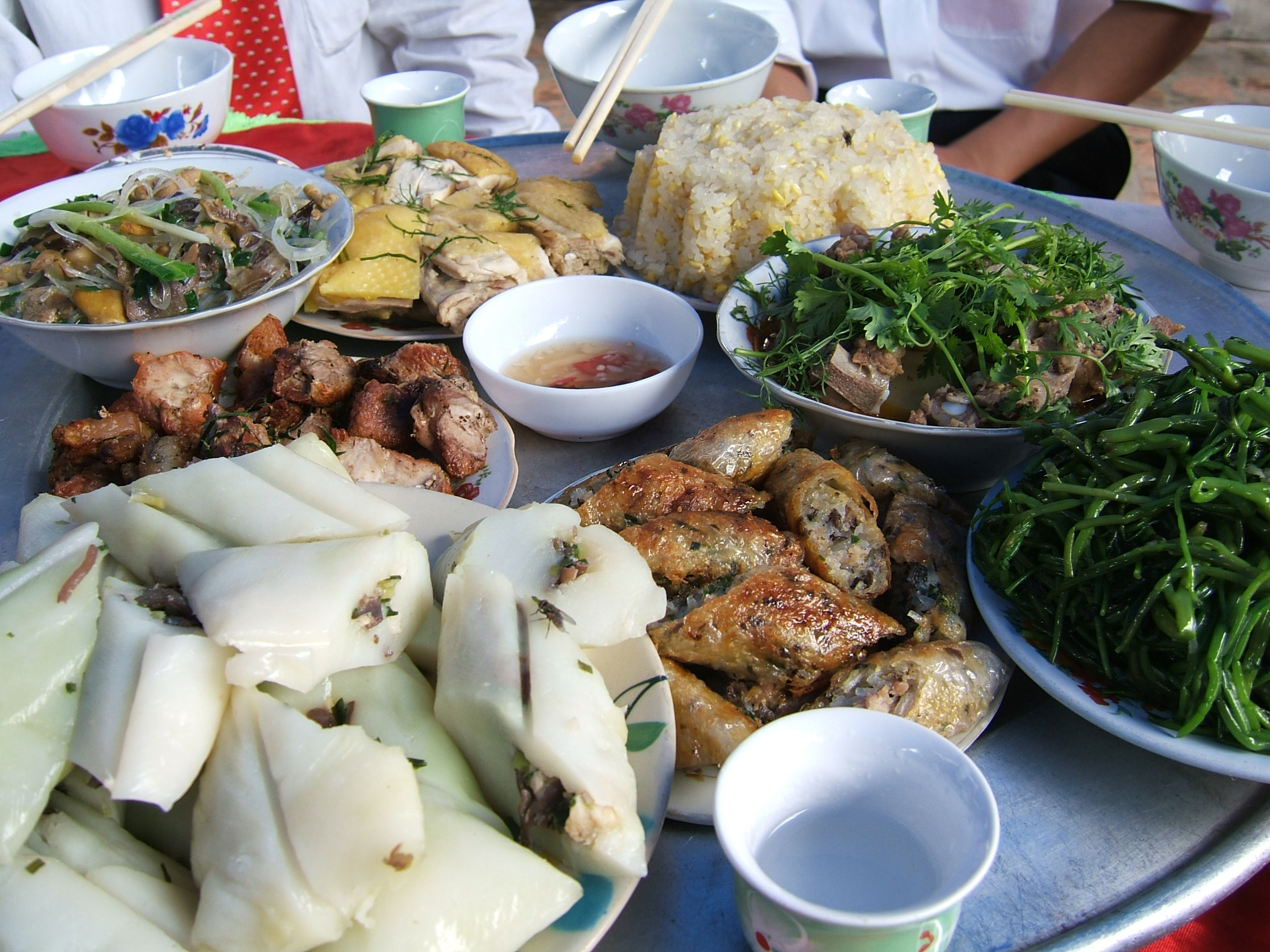
Các món ăn truyền thống ở Sơn Tây

Theo thư tịch cổ thì tên Sơn Tây xuất hiện lần đầu tiên vào năm 1469, đó là trấn sở Sơn Tây đóng ở xã La Phẩm, huyện Tiên Phong, phủ Quảng Oai (nay thuộc, Tản Hồng, Ba Vì, Hà Nội), thời đó gọi là Sơn Tây Thừa Tuyên. Đến thời Lê Cảnh Hưng do bị ngập lụt, nước làm lở thành, trấn sở được dời về xã Mông Phụ, huyện Phúc Lộc, phủ Quảng Oai (nay thuộc xã Đường Lâm).
Theo Đại Việt địa dư toàn biên của Nguyễn Văn Siêu thì: "Năm Minh Mệnh thứ 12 (1832), chia hạt gọi là tỉnh Sơn Tây. (Đặt chức Sơn Hưng Tuyên Tổng đốc, cai trị các hạt Sơn Tây, Hưng Hóa, Tuyên Quang; tỉnh lỵ trước ở xã Cam Giá (làng Mía) huyện Phúc Thọ, năm Minh Mệnh thứ 3 dời đến xã Thuần Nghệ, huyện Minh Nghĩa (nay (tức năm 1890) là huyện Tòng Thiện))."
Phần đất thị xã Sơn Tây ngày nay vào đầu thế kỷ 19 tương ứng thuộc đất các tổng Cam Giá Thịnh (các làng xã: Cam Giá Thịnh (tức Cam Thịnh hay Yên Thịnh), Yên Mỹ, Cam Tuyền (Cam Lâm), Đông Sàng, Mông Phụ, Giáp Đoài Thượng (Đoài Giáp), Phú Nhi (Phú Nhi, Phú Mai, Phú Hậu), Tân Hội (Hà Tân),..), tổng Phù Sa (làng Phù Sa, Tiền Huân, Thiều Xuân,...),... của huyện Phúc Lộc (Phúc Thọ) phủ Quảng Oai và tổng Thanh Vị (các làng xã: Sơn Lộc, Vị Thủy, Thanh Vi, Tây Vị, Nghĩa Đảm (Nghĩa Phủ), Vân Gia, Thanh Trì, Kính Mỗ (Ái Mỗ), Khê Trai, Đạm Trai (Mai Trai), Thuần Nghệ,... của huyện Minh Nghĩa phủ Quảng Oai; các làng xã Sơn Đông, Triều Đông (Cổ Đông),... tổng Tường Phiêu huyện Thạch Thất phủ Quốc Oai. Năm 1831, Minh Mạng cải cách hành chính, giải thể Bắc Thành, đổi các trấn thành tỉnh, trấn Sơn Tây đổi thành tỉnh Sơn Tây. Thành trấn Sơn Tây cũ trở thành tỉnh lỵ của tỉnh Sơn Tây.
Năm 1883 thực dân Pháp chiếm thành Hà Nội lần thứ 2, ép triều đình Huế ký hiệp ước Quý Mùi (Harmand) vào ngày 25 tháng 8 năm 1883. Kháng lệnh triệt binh của triều đình, Bố Chính Sơn Tây Nguyễn Văn Giáp vẫn cầm quân anh dũng giữ thành. Giặc Pháp huy động quân tổng lực tầu chiến từ Sông Hồng, nhiều đại bác quyết chiếm thành Sơn Tây. Để bảo toàn lực lượng, quân ta rút ra ngoài thành (ngày 16 tháng 12 năm 1883) tập hợp và phát triển lực lượng thành cuộc khởi nghĩa Tây Bắc anh dũng, rộng khắp do Nguyễn Quang Bích và Nguyễn Văn Giáp lãnh đạo kéo dài nhiều năm sau. Từ đó thành Sơn Tây lọt vào tay thực dân Pháp. Sau khi ổn định chính quyền cai trị tại Việt Nam, 31/12/1924, thực dân Pháp thành lập thị xã Sơn Tây để làm thủ phủ của tỉnh Sơn Tây mới với các ranh giới phía tây, phía bắc và phía đông của tỉnh Sơn Tây là sông Đà, sông Hồng và sông Đáy.
Đầu thế kỷ 20 (khoảng năm 1924), phần đất thị xã Sơn Tây ngày nay thuộc các tổng Cam Giá Thịnh (các xã Cam Giá Thịnh, Cam Lâm, Đoài Giáp, Đông Sàng, Mông Phụ, Phú Nhi, Yên Thịnh) và Phù Sa (các xã Phù Sa, Thiều Xuân, Tiền Huân) của huyện Phúc Thọ, các tổng Thanh Vị (các xã Ái Mỗ, Bảo vệ, Yên Vệ, Đạm Trai, Mai Trai, Nghĩa Phủ, Thuần Nghệ, Thanh Trì, Thanh Vị, Tây Vị, Vị Thủy, Sơn Lộc), Nhân Lý (xã Xuân Khanh), Tường Phiêu (Sơn Đông, Sơn Trung,..) của huyện Tùng Thiện, (Phúc Thọ và Tùng Thiện là các huyện của phủ Quốc Oai tỉnh Sơn Tây Bắc Kỳ thuộc Pháp).
Sau Cách mạng tháng Tám 1945, thị xã Sơn Tây là tỉnh lỵ của tỉnh Sơn Tây. Ngày 21 tháng 4 năm 1965 tỉnh Sơn Tây nhập với tỉnh Hà Đông thành tỉnh Hà Tây. Thị xã Sơn Tây từ đó không còn vai trò tỉnh lỵ, mà thay vào đó là thị xã Hà Đông.
Ngày 16 tháng 10 năm 1972, chuyển xã Trung Hưng thuộc huyện Ba Vì và thôn Yên Thịnh II thuộc xã Đường Lâm (sáp nhập vào xã Viên Sơn) về thị xã Sơn Tây quản lý.
Ngày 27 tháng 12 năm 1975, thị xã Sơn Tây trực thuộc tỉnh Hà Sơn Bình, gồm 3 phường: Lê Lợi, Ngô Quyền, Quang Trung và 2 xã: Trung Hưng, Viên Sơn.
Ngày 29 tháng 12 năm 1978, thị xã Sơn Tây trực thuộc thành phố Hà Nội.
Ngày 2 tháng 6 năm 1982, chuyển 7 xã Thanh Mỹ, Kim Sơn, Xuân Sơn, Trung Sơn Trầm, Đường Lâm, Sơn Đông, Cổ Đông thuộc huyện Ba Vì về thị xã Sơn Tây quản lý.
Ngày 14 tháng 3 năm 1984, thành lập 2 phường Sơn Lộc (tách ra từ xã Trung Hưng và xã Trung Sơn Trầm) và Xuân Khanh (tách ra từ xã Xuân Sơn và xã Thanh Mỹ).
Ngày 12 tháng 8 năm 1991, thị xã Sơn Tây lại trở về tỉnh Hà Tây.
Ngày 9 tháng 11 năm 2000, thành lập phường Phú Thịnh trên cơ sở một phần diện tích và dân số của xã Viên Sơn.
Ngày 30 tháng 5 năm 2006, thị xã Sơn Tây được công nhận là đô thị loại III.
Ngày 2 tháng 8 năm 2007, thành lập thành phố Sơn Tây thuộc tỉnh Hà Tây.
Ngày 1 tháng 3 năm 2008, chuyển 3 xã Trung Hưng, Trung Sơn Trầm và Viên Sơn thành 3 phường có tên tương ứng. Thành phố Sơn Tây có 9 phường: Lê Lợi, Ngô Quyền, Phú Thịnh, Quang Trung, Sơn Lộc, Trung Hưng, Trung Sơn Trầm, Viên Sơn, Xuân Khanh và 6 xã: Cổ Đông, Đường Lâm, Kim Sơn, Sơn Đông, Thanh Mỹ, Xuân Sơn.
Ngày 1 tháng 8 năm 2008, cùng với toàn bộ tỉnh Hà Tây, thành phố Sơn Tây được nhập về thủ đô Hà Nội.
Ngày 8 tháng 5 năm 2009, Chính phủ ra nghị quyết chuyển thành phố Sơn Tây thành thị xã Sơn Tây trực thuộc thành phố Hà Nội.
Ngày 1 tháng 1 năm 2025, sáp nhập phường Lê Lợi và phường Quang Trung vào phường Ngô Quyền.
Trong đợt cải cách hành chính 2025, phường Sơn Tây được thành lạp trên cơ sở nhập toàn bộ diện tích tự nhiên và dân số của các phường: Phú Thịnh, Ngô Quyền, Viên Sơn, xã Đường Lâm (thuộc thị xã Sơn Tây); phần lớn diện tích tự nhiên và dân số của các phường: Trung Hưng, Sơn Lộc (thuộc thị xã Sơn Tây); một phần diện tích tự nhiên và dân số của xã Thanh Mỹ (thuộc thị xã Sơn Tây).
Thị xã Sơn Tây có 7 phường và 6 xã như hiện nay.

## Hành chính
Thị xã Sơn Tây gồm có 13 đơn vị hành chính cấp xã trực thuộc, bao gồm 7 phường: Ngô Quyền, Phú Thịnh, Sơn Lộc, Trung Hưng, Trung Sơn Trầm, Viên Sơn, Xuân Khanh và 6 xã: Cổ Đông, Đường Lâm, Kim Sơn, Sơn Đông, Thanh Mỹ, Xuân Sơn.

## Giao thông

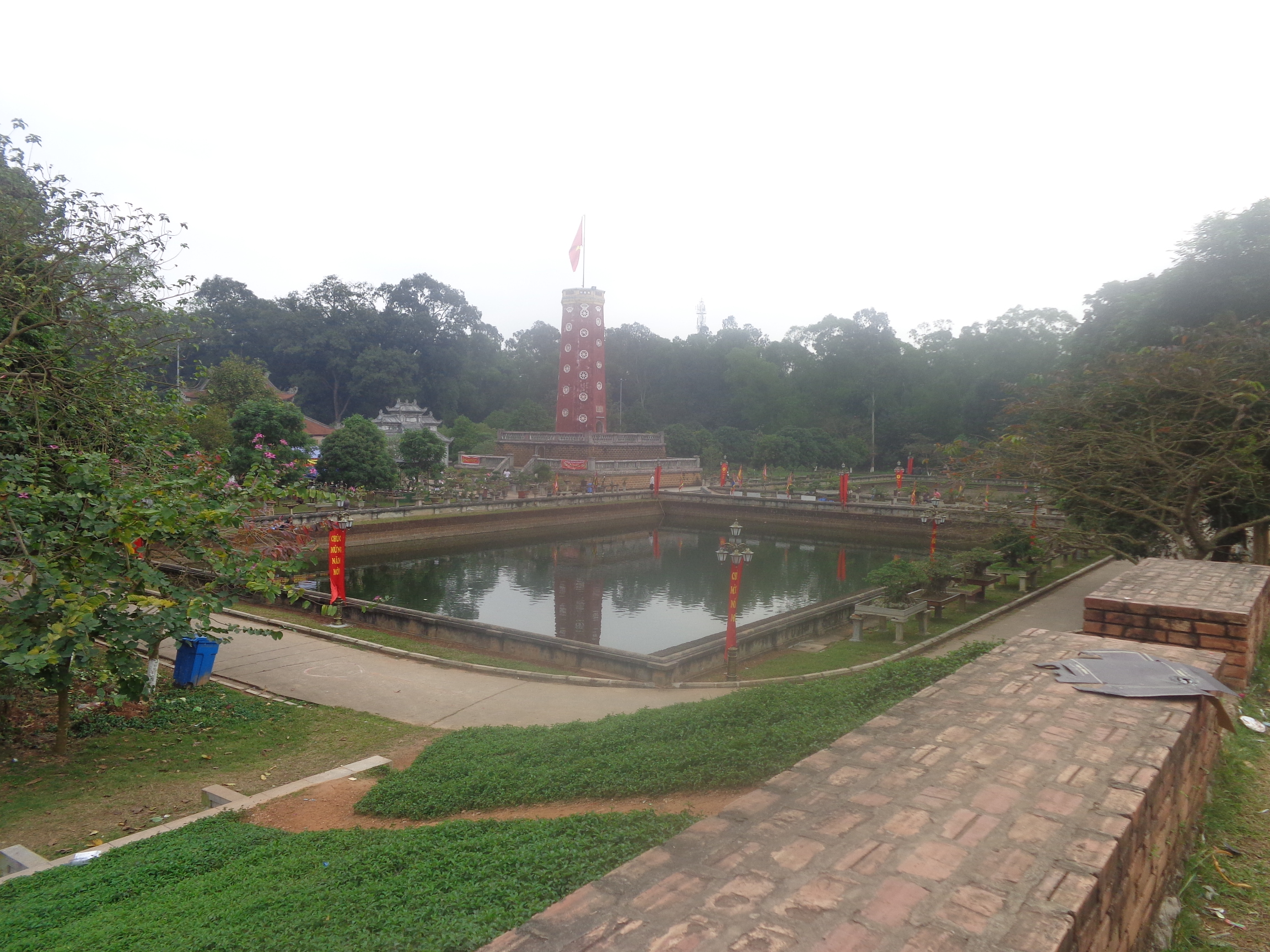
Thành cổ Sơn Tây

Trong danh sách dưới đây, có một số đường phố có tên trùng với các đường phố của các quận nội thành khác do trước đây các đường phố này thuộc địa phận tỉnh Hà Tây cũ.
- Quốc lộ 32 nối với các tỉnh Phú Thọ, Yên Bái và trung tâm Thành phố Hà Nội
- Quốc lộ 21A (đoạn quốc lộ 21 từ Sơn Tây đi Xuân Mai, do Cuba giúp xây dựng năm 1976 nên còn gọi là đường Cuba, nối với Đại lộ Thăng Long - cửa ngõ thủ đô Hà Nội)
- Đường tránh Thị xã (từ ngã 4 Bệnh viện Quân y 105 đến Quốc lộ 32)
- Phố Bùi Thị Xuân
- Phố Cầu Hang (Từ Gốc Đa - Đền Bà Mát đến Đầu Cầu Hang vào Trường Cao đẳng Công nghệ và Kỹ thuật Ô tô Thành phố Hà Nội do Ủy ban nhân dân TP. Hà Nội đặt tên)
- Phố Cầu Trì
- Đường Chùa Thông
- Phố Cổng Ô (từ ngã năm Cổng Ô qua ngã tư Thiều Xuân đi xã Sen Phương thuộc huyện Phúc Thọ)
- Đường Đá Bạc (Từ ngã 3 Chợ Xuân Khanh đến Ngã 3 Cây xăng Tản Lĩnh)
- Đường Đền Và (Ủy ban nhân dân thành phố Hà Nội và ủy ban nhân dân thị xã Sơn Tây đặt tên - trước đoạn tới Cầu Cộng có tên là đường Xã Tắc, nơi xảy ra vụ tập kích Sơn Tây năm 1970)
- Phố Đinh Tiên Hoàng (trước là Hàng Đàn)
- Phố Đốc Ngữ (nối từ phố Trưng Vương đến phố Lê Lợi)
- Phố Hoàng Diệu
- Đường Hữu Nghị (phường Xuân Khanh - TP. Hà Nội đặt tên)
- Đường La Thành
- Phố Lê Lai (nối từ phố Lê Lợi đến phố Đốc Ngữ)
- Phố Lê Lợi
- Phố Lê Quý Đôn
- Phố Mai Trai
- Phố Mỹ Trung
- Phố Nghĩa Phủ
- Phố Ngô Quyền
- Phố Nguyễn Thái Học
- Phố Phạm Hồng Thái
- Phố Phạm Ngũ Lão
- Phố Phan Chu Trinh (nối từ số 2 phố Phùng Hưng đến Quảng trường Sân vận động thị xã Sơn Tây qua Trường THPT Sơn Tây cũ)
- Phố Phó Đức Chính (tên cũ là đường ven vườn hoa Vạn Xuân, nối từ số 2 phố Phùng Hưng đến trụ sở Công an thị xã Sơn Tây cũ, nơi đặt trụ sở Ủy ban nhân dân Thị xã Sơn Tây)
- Đường Phú Hà (từ phố Đinh Tiên Hoàng giao cắt với đường Phú Nhi đến chân đê Đại Hà tiếp giáp ranh giới giữa thành phố Hà Nội và tỉnh Vĩnh Phúc)
- Đường Phú Nhi (TP. Hà Nội đặt tên)
- Phố Phù Sa (TP. Hà Nội đặt tên)
- Đường Phú Thịnh (TP. Hà Nội đặt tên - trước là Phố Hàng Nhị)
- Phố Phùng Hưng (phần đường từ số 1 đến chùa Linh Sơn Tự nơi có ngã ba tiếp giáp phố Đinh Tiên Hoàng có tên cũ là phố Tân Mỹ, phần còn lại của phố lên đến giáp ngã ba Trần Hưng Đạo & phố Ngô Quyền. Tên cũ là phố Hàng Nón (tránh nhầm với phố Hàng Nón thuộc quận Hoàn Kiếm)
- Phố Phùng Khắc Khoan (nối từ Bưu điện thị xã Sơn Tây đến ngã tư Chốt Nghệ)
- Phố Quang Trung (nối từ Cửa Tiền thành cổ Sơn Tây đến quốc lộ 21A)
- Phố Sơn Lộc (Từ ngã 4 Trung Sơn Trầm qua Nhà thờ Sơn Lộc - chính tòa Giáo phận Hưng Hóa giao với Phố Thanh Vị)
- Đường Thanh Vị
- Phố Thiều Xuân
- Phố Thuần Nghệ
- Phố Tiền Huân (TP. Hà Nội đặt tên từ km42 + 170 quốc lộ 32 đến ngã tư cổng làng Tiền Huân)
- Phố Trần Hưng Đạo (Bắt đầu từ phố Phan Chu Trinh kéo dài đến ngã ba Ngô Quyền - Phùng Hưng - Trần Hưng Đạo)
- Phố Trạng Trình
- Đường Trung Sơn Trầm (TP. Hà Nội đặt tên từ ngã tư phố Tùng Thiện đến Cầu Quan)
- Phố Trưng Vương
- Đường Tùng Thiện (nối từ ngã tư Bệnh viện Quân y 105 đến ngã tư Trung Sơn Trầm)
- Phố Vân Gia (TP. Hà Nội đặt tên)
- Phố Vị Thủy
- Đường Xuân Khanh (phường Xuân Khanh - TP. Hà Nội đặt tên - từ ngã ba Vị Thủy đến ngã ba Xuân Khanh)
- Đường Xuân Sơn

## Văn hóa

### Ẩm thực
Bánh tẻ Phú Nhi: Chiếc bánh tẻ nho nhỏ, thon thon, nhân thịt nạc, mộc nhĩ, ăn không biết ngán.
Gà Mía: "Đặc sản tiến vua" Có vẻ đẹp phảng phất như con công, thường được tả là "đầu công, mình cốc, cánh trai, ngắn quản, dài đùi, diều vịt, mã lĩnh"... chính là những chú gà Mía – một giống gà quý giá  được người Đường Lâm dày công chăm bẵm và bảo tồn nguồn gen đến tận ngày nay.

### Làng nghề truyền thống
Gạch đá ong: có vẻ đẹp tự nhiên và tiện ích cũng khá đặc biệt. Nhà xây tường gạch đá ong thì không khí trong nhà sẽ rất mát mẻ vào mùa hè, ấm áp vào mùa đông. Màu vàng nâu sậm của gạch đá ong dễ gợi tới vẻ đẹp thâm trầm mà ấm áp của đời sống tinh thần vùng trung du Bắc Bộ. Gạch này chịu lực tốt. Nhìn những ngôi nhà ở vùng Thạch Thất tường được xây bằng gạch đá ong, trần nhà bê tông, thấy được sự chắc chắn, vững vàng. Dấu tích chịu lực công phá còn thấy ở nhiều bức tường gạch đá ong Thạch Thất, Sài Sơn là những vết đạn từ thời chống Pháp lỗ chỗ trên tường, không xuyên được và không phá vỡ được bức tường tưởng chừng như rất thô sơ đó. Điều đặc biệt là tường gạch đá ong được xây không phải bằng vôi vữa, xi măng mà gắn mạch bằng đất màu hoặc đất trộn trấu nhào kĩ. Ấy thế mà sự liên kết lại vô cùng chắc chắn, không thua kém gạch nung xây bằng vữa ba - ta hoặc vữa xi - cát.

## Giáo dục
Thị xã Sơn Tây là nơi có nhiều trường đại học và cao đẳng, đặc biệt là các trường quân sự. Vì vậy, Sơn Tây còn được gọi là "Thủ đô của lính".
- Trường Sĩ quan Lục quân 1.
- Học viện Phòng không - Không quân.
- Học viện Biên phòng.
- Trường Sĩ quan Phòng hóa.
- Trường Sĩ quan Pháo binh.
- Học viện Quân y, cơ sở 2.
- Học viện Hậu cần, cơ sở 2.
- Trường Đại học Công nghiệp Việt - Hung.
- Học viện Ngân hàng, cơ sở 2.
- Trường Đại học Lao động Xã hội, cơ sở 3.
- Trường Cao đẳng Công nghệ và Kỹ thuật Ô tô - Tổng cục Kỹ thuật - Bộ Quốc phòng.
- Trường Cao đẳng Trinh sát - Tổng cục II
- Trường Cao đẳng Quân y 1

## Hạ tầng
Hiện nay, trên địa bàn thị xã Sơn Tây đã và đang hình thành một số khu đô thị cao cấp như: Khu đô thị HUD - Sơn Tây (cũ là Khu đô thị Mai Trai - Nghĩa Phủ, giữa 3 phường Trung Hưng, Ngô Quyền và Sơn Lộc), khu đô thị Phú Thịnh (phường Phú Thịnh), khu đô thị Đồi Dền (phường Trung Sơn Trầm), khu đô thị Green City - Thuần Nghệ (giữa 2 phường Ngô Quyền và Viên Sơn), khu đô thị Thiên Mã (Xã Cổ Đông), khu nhà ở Sơn Lộc (phường Sơn Lộc)...
Các tuyến xe buýt đi qua và đi từ địa bàn thị xã Sơn Tây: 20A (Cầu Giấy - Bến xe Sơn Tây), 20B (Nhổn - Võng Xuyên - Bến xe Sơn Tây), 67 (Bến xe Phùng - Kim Sơn (Sơn Tây)), 74 (Bến xe Mỹ Đình - Xuân Khanh), 89 (Bến xe Yên Nghĩa - Bến xe Sơn Tây), 92 (Nhổn - Phú Sơn (Ba Vì)), 107 (Kim Mã - Làng văn hóa du lịch các dân tộc VN), 110 (Bến xe Sơn Tây - Minh Quang), 111 (Bến xe Sơn Tây - Hồ Suối Hai - Bất Bạt), 118 (Bến xe Sơn Tây - Tây Đằng - Bất Bạt), 157 (Bến xe Mỹ Đình - Bến xe Sơn Tây).

## Kinh tế
- Công nghiệp: 48%
- Thương mại - Du lịch - Dịch vụ: 42%
- Nông nghiệp: 10%

(năm 2010)

## Du lịch
Sơn Tây có nhiều danh lam thắng cảnh, di tích lịch sử - văn hóa nổi tiếng như: Hồ Đồng Mô, thành cổ Sơn Tây, làng Việt cổ đá ong Đường Lâm, Chùa Mía, lễ hội đền Và,...
Nổi tiếng với sự tích Sơn Tinh - Thủy Tinh.
- Thành cổ Sơn Tây: Nằm ở trung tâm thị xã, thuộc phường Ngô Quyền, là một công trình quân sự kiến trúc theo kiểu Vauban được xây dựng từ năm Minh Mạng thứ 3 (năm 1822). Được công nhận là di tích cấp quốc gia 1984.
- Làng cổ Đường Lâm (đất hai vua): Cách thị xã khoảng 4 km và trung tâm Hà Nội 46 km về phía bắc, xưa kia Đường Lâm có tên gọi là Kẻ Mía. Là làng xã duy nhất trong cả nước cùng sinh ra hai vị vua: Phùng Hưng (761 - 802); Ngô Quyền (898-944) nên Đường Lâm được tôn vinh là "đất hai vua", đúng hơn là "làng hai vua".
- Thắng cảnh hồ Đồng Mô: Nằm trong vùng đồi và thung lũng phía đông núi Ba Vì, hồ Đồng Mô, Ngải Sơn với diện tích gần 2.000 ha, trong đó khu chứa nước 1.450 ha với 21 đảo lớn, nhỏ đã tạo cho cảnh quan vùng này những nét đặc sắc tạo ấn tượng cho khách du lịch.
- Đền Và: thờ đức Thánh Tản, vị thần cai quản Tản Viên Sơn - một trong "Tứ bất tử" trên điện thần nước Việt Nam. Ngôi đình cổ kính có niên đại từ thời Lê Trung Hưng đến thời Nguyễn, nằm giữa rừng lim già đại thụ, tọa lạc trên gò đất rộng 5 ha hình con rùa, đầu quay về hướng bắc, nổi tiếng là nơi cầu đảo rất linh hiển. Đền Và nằm kề bên địa danh Xã Tắc (nay thuộc phường Trung Hưng), là nơi diễn ra vụ tập kích Sơn Tây của không lực Hoa Kỳ năm 1970.
- Chùa Mía (Sùng Nghiêm Tự) gồm 287 pho tượng, bia Bà Chúa Mía (Nguyễn Thị Dung là cung phi của vua Trịnh Tráng)...
- Làng Văn hoá du lịch các dân tộc Việt Nam với một khuôn viên rộng lớn và mục đích bảo tồn, giữ gìn và khai thác các giá trị văn hóa truyền thống các dân tộc Việt Nam, tái hiện đầy đủ các khu làng dân tộc của đất nước, hàng năm tại tổ chức các lễ hội thường niên như: Ngày hội văn hóa các dân tộc Việt Nam, tuần lễ Đại đoàn kết các dân tộc - di sản văn hóa Việt Nam, lễ hội sắc xuân,...

## Kết nghĩa
Với tỉnh Tây Ninh: Sông Tây Ninh là ''tình kết nghĩa'' giữa đồng bào miền Bắc với đồng bào miền Nam trong những năm kháng chiến chống Pháp và chống Mỹ.
Sông Tây Ninh là con sông đào, chảy qua đồng đất một số xã ở huyện Thạch Thất, tỉnh Sơn Tây và Hà Tây cũ, nay là ngoại thành Hà Nội. Ngày ấy mỗi tỉnh ở miền Bắc đăng tên kết nghĩa với một hoặc hai tỉnh ở miền Nam. Cả nước ta thành từng cặp tỉnh thành kết nghĩa như: Sơn Tây - Tây Ninh, Hà Đông - Cần Thơ, Hà Nội - Huế - Sài Gòn, Hải Phòng - Đà Nẵng, Thái Nguyên - Nha Trang...

## Danh nhân xứ Đoài
- Phùng Hưng (761 - 802): Là người lãnh đạo cuộc khởi nghĩa chống giặc phương Bắc, được nhân dân tôn làm Bố Cái Đại Vương.
- Ngô Quyền (898 - 944): Là người lãnh đạo cuộc kháng chiến chống quân Nam Hán xâm lược lần thứ 2 và là vị vua đầu tiên của nhà Ngô trong lịch sử nước ta.
- Giang Văn Minh (1573 - 1638): Ông được mệnh danh là vị sứ thần "Bất nhục quân mệnh" (Không để nhục mệnh vua). Sinh tại làng Kẻ Mía, Mông Phụ, xã Đường Lâm. Ở Hà Nội hiện nay có một con đường mang tên Giang Văn Minh, nối với phố Giảng Võ và phố Kim Mã, quận Ba Đình.
- Kiều Oánh Mậu (1854- 1912): Nhà văn trong thời kỳ văn học cận đại Việt Nam.
- Phan Kế Toại (1892-1973), phó Thủ tướng Việt Nam Dân chủ Cộng hòa (1955-1973).
- Nguyễn Cao Kỳ (1930 - 2011): Là một sĩ quan quân đội cao cấp và cựu chính khách Việt Nam Cộng hòa. Ông từng là Thủ tướng (1965 - 1967) và Phó Tổng thống (1967 - 1971) của Việt Nam Cộng hòa. Ông từng là đồng minh rồi đối thủ của cựu Tổng thống Nguyễn Văn Thiệu, từng được xem là người có tư tưởng chống Việt Cộng trong thời kỳ trước năm 1975. Kể từ năm 2004, ông được Nhà nước Việt Nam xem là biểu tượng của sự hòa hợp, hòa giải dân tộc. Con gái của ông là Nguyễn Cao Kỳ Duyên (sinh năm 1965) được biết là một luật sư, nhà kinh doanh và nổi tiếng với vai trò MC chương trình Paris By Night của Trung tâm Thuý Nga cùng nhà văn Nguyễn Ngọc Ngạn từ năm 1993 đến nay.
- Lê Nguyên Vỹ (1933 – 1975), Tư lệnh Sư đoàn 5 Bộ binh. Ông là một trong năm tướng lĩnh đã tự sát trong sự kiện 30 tháng 4 năm 1975.
- Nhạc sĩ Đức Huy (sinh năm 1947).
- Nguyễn Ngọc Ngạn (sinh năm 1945): Là một nhà văn, MC chương trình Paris By Night của Trung tâm Thuý Nga.
- Hai anh em sinh đôi Hoàng Lân và Hoàng Long: nhạc sĩ, chuyên viết các ca khúc cho thiếu nhi
- Nhạc sỹ Trần Tiến